# Jaime Uribe-Meléndez
Jaime Uribe-Meléndez ( 1960) es un taxónomo, briólogo, y botánico colombiano. Se graduó en 1985, como Licenciado en biología de la Universidad del Quindio. Obtuvo en 1993, una maestría en Ciencias Biológicas en la Universidad Nacional de Colombia, en Bogotá, con la defensa de la tesis: Revisión Sistemática de las especies del género Symphyogyna (Hepaticae: Pallaviciniaceae) en Colombia. Luego el doctorado en la misma institución, defendiendo la tesis: Taxonomía de Frullania subgénero Meteoriopsis (Hepáticas). Desarrolló actividades científicas como profesor asociado en el Instituto de Ciencias Naturales y de docencia en las cátedras de Biología de Plantas y taxonomía y ecología de briófitos, en la carrera de biología de la Universidad Nacional de Colombia. Desde 1988 es curador de briófitos del Herbario Nacional Colombiano, del cual ha sido director en dos ocasiones. Fue presidente de la Asociación Latinoamericana de Briología de 2010 a 2018. Hace parte del grupo de especialistas en el género Frullania (Marchantiophyta), e hizo parte del equipo que publicó la Checklist mundial de hepáticas. 

## Algunas publicaciones
- Söderström, L., A. Hagborg, J. Hentschel. J. Uribe Meléndez, B. Caniza & M. von Konrat (2023) Notes on Early Land Plants Today 81: Lectotypification of some names in Frullania. Linbergia 1:1-3
- Campos, L.V., S. Mota de Oliveira, M. Stech, H. Ter Steege & J. Uribe-M. (2022). Genetic population structure of Cheilolejeunea rigidula (Nees & Mont.) R.M. Schust. in the amazon region. Bryophyte Systematic and Evolution. 45(1):119-132* Aponte-R, A. M, Álvaro-A, W. R., Uribe-M., J. 2022. Checklist of the Bryophytes of Boyacá (Colombia). Frahmia 26:1-50.
- Cataño, E., J. Uribe & L.V. Campos. 2021. Estudio florístico de los briofitos de troncos en descomposición de la estación biológica El Zafire, Amazonas-Colombia. Acta Biológica Colombiana 26(2):214-225
- Burghardt, M. & J. Uribe. 2020. A new species of Symphyogyna (Pallaviciniaceae, Marchantiophyta) from the northern Andes of Ecuador. Phytotaxa 470(1): 107-111
- Benavides, J.C., L.V. Campos & J. Uribe. 2020. A new terrestrial species of Colura (Marchantiophyta: Lejeuneaceae) at tropical high elevations (Boyacá, Colombia). Cryptogamie, Bryologie 41 (12): 141-145
- Campos, L.V., S. Mota de Oliveira, J.C. Benavides, J. Uribe-M. & H. ter Steege. 2019. Vertical distribution and diversity of epiphytic bryophytes in the Colombian Amazon. Journal of Bryology, 41(4): 328-340
- Aponte, A.M. & J. Uribe-M. 2018 Polytrichadelphus spinosus (Polytrichaceae, Bryopsida), a new species from Colombia. Cryptogamie-Bryologie 39(3): 317-323
- Aponte, A.M. & J. Uribe-M. 2017 La familia Polytrichaceae (Bryophyta) en Colombia. Bol.Soc. Argent. Bot. 52(2): 209-250.
- Álvaro-A. W.R. & J. Uribe-M. 2017 Revisión taxonómica del género Anastrophyllum (Marchantiophyta, Anastrophyllaceae) para Colombia. Caldasia 39(2): 269-291
- Larraín, J., R. Vargas, J. Uribe-M. & M. von Konrat. 2016. The rediscovery of Frullania weberbaueri Steph., with the first record for Chile, conservation status, and lectotypification. Gayana Botánica 73(1): 19-24.
- Gradstein, S.R. & J. Uribe-M. 2016. Marchantiophyta. En: Bernal, R., M. Celis & R. Gradstein. Catálogo de las plantas de Colombia. Universidad Nacional de Colombia, Instituto de Ciencias Naturales.
- Gradstein, S.R. & J. Uribe-M. 2016. Anthocerotophya. En: Bernal, R., M. Celis & R.Gradstein. Catálogo de las plantas de Colombia. Universidad Nacional de Colombia, Instituto de Ciencias Naturales.
- Söderström L, Hagborg A, von Konrat M, Bartholomew-Began S, Bell D, Briscoe, L, Brown E, Cargill DC, Cooper ED, Costa DP, Crandall-Stotler BJ, Dauphin G, Engel JJ, Feldberg K, Glenny D, Gradstein SR, He X, Ilkiu-Borges AL, Heinrichs J, Hentschel J, Katagiri T, Konstantinova NA, Larraín J, Long DG, Nebel M, Pócs T, Puche F, Reiner-Drehwald E, Renner MAM, Sass-Gyarmati A, Schäfer-Verwimp A, Segarra Moragues JG, Stotler RE, Sukkharak P, Thiers BM, Uribe-M., J., Váňa J, Villarreal JC, Wigginton M, Zhang L, Zhu R-L. 2016. World checklist of hornworts and liverworts — PhytoKeys 59:1-828
- Campos, L.V., H. ter Steege & J. Uribe-M. 2015. The Epiphytic Bryophyte Flora of the Colombian Amazon. Caldasia 37(1):47-59
- Hentschel, J., M. von Konrat, L. Söderström, A. Hagborg, J. Larraín, P. Sukkharak, J. Uribe & L. Zhang. 2015. Notes on Early Land Plants Today. 72. Infrageneric classification and new combinations, new names, new synonyms in Frullania (Marchantiophyta). Phytotaxa 220 (2):127-142.
- Uribe, J. & E. Linares. 2015. Micropterygium longicellulatum (Lepidoziaceae, Marchantiophyta), a new species from Colombia. Phytotaxa 213(3):296-299
- Campos, L.V., R. Gradstein, Uribe-M., J. & H. ter Steege. 2014. Additions Catalogue Hepaticae Colombia II. Cryptogamie, Bryologie 35(1):77-92
- Uribe-M., J. 2013. Type studies on Frullania subgenus Meteoriopsis. VII. On F. angulata Mitt. and F. longistipula Steph. Polish Botanical Journal 58(2): 461-465
- juan c. Villarreal, laura v. Campos salazar, bernard Goffinet, jaime Uribe. 2012. "Parallel evolution of endospory within hornworts: Nothoceros renzagliensis (Dendrocerotaceae), sp. nov.". En: Estados Unidos Systematic Botany 37 (1): 31-37 ISSN 0363-6445
- laura v. Campos salazar, jaime Uribe. 2012. "Taxonomic revision of Balantiopsaceae (Marchantiophyta) of Colombia". En: Colombia Nova Hedwigia 94: 97-127 ISSN 0029-5035
- s.r. Gradstein, jaime Uribe-m. 2011. A synopsis of the Frullaniaceae (Marchantiophyta) from Colombia. Caldasia 33 (2): 347-376 ISSN 0366-5232
- Uribe-M., J. 2011. Type studies on Frullania subgenus Meteoriopsis. VI. Subgeneric Affiliation of selected Asiatic species previously assigned to subg. Meteoriopsis. Caldasia 33(1): 67-77 ISSN 0366-5232
- Corrales, A., A. Duque, J. Uribe-M. & V. Londoño. 2010. Abundance and diversity patterns of terrestrial bryophyte species in secondary and planted montane forests in the northern portion of the Central Cordillera of Colombia. The Bryologist 113(1), pp. 8–21
- Uribe-M., J. 2008. Monografía de Frullania subgénero Meteoriopsis (Frullaniaceae, Marchantiophyta). Caldasia 30(1):49-94 ISSN 0366-5232
- iván Barbosa, jaime Uribe, laura v. Campos salazar. 2007. "Las Hepáticas de Santa María (Boyacá, Colombia) y alrededores". En: Colombia Caldasia 29 (1): 39-47 ed: Unibiblos Publicaciones Univ. Nacional De Colombia
- Uribe-M., J. 2006. Type Studies on Frullania subgenus Meteoriopsis (Hepaticae). V. Frullania dulimensis sp. nov. from Colombia. Crytogamie-Bryologie 27(3): 309-312 ISSN 1290-0796
- laura v. Campos salazar, jaime Uribe m.. 2006. "Additions to the Catalogue of Hepaticae and Anthocerotae of Colombia". En: Francia Cryptogamie Bryologie 27 (4): 499-510 ISSN 1290-0796 ed: Elsevier
- Uribe-M., J. 2004. Type Studies on Frullania Subgenus Meteoriopsis (Hepaticae). II. On F. apollinarii and F. paranesis. Caldasia 26(1): 89-93 ISSN 0366-5232
- Uribe-M., J. 2004. Estudios en ejemplares tipo del género Frullania. III. Sobre F. meridana Steph. y F. setigera Steph. (Jubulaceae-Hepaticae). Tropical Bryology 25: 29-34
- Uribe-M., J. 2004. Type Studies on Frullania subgenus Meteoriopsis (Hepaticae). IV. A new species from the Galapagos Islands. Crytogamie-Bryologie 25(4): 297-301 ISSN 1290-0796
- Orrego, O. & J. Uribe-M. 2004. Hepáticas (Marchantiophyta) del departamento del Quindío, Colombia. Biota Colombiana 5(2):209-216 ISSN 0124-5376
- Uribe-M., J. & S. R. Gradstein. 2003. Type studies on Frullania subgenus 	Meteoriopsis (Hepaticae). I. The lectotypification of the genus Frullania, F. subgen. Thyopsiella and F. subgen. Meteoriopsis, and some species transferred from subgen. Meteoriopsis to subgen. Thyopsiella. Cryptogamie, Bryologie, 24 (3): 193-207.
- Uribe-M., J. & J. Aguirre. 2003. Colombia. In: Th. Hallingbäck (ed). World-wide Status of Bryophyte Conservation. Swedish Species Information Centre. IUCN. Uppsala. 74 p.
- Pinzón, M., E. L. Linares & J. Uribe-M. 2003. Hepáticas del medio Caquetá (Amazonia colombiana) Caldasia 25(2): 297-311
- aída Vasco p., raquel Cobos a., jaime Uribe m. 2002. "Las Hepáticas (Marchantiophyta) del Departamento del Chocó (Colombia)". En: Colombia Biota Colombiana 3 (1 ): 149-162 ISSN 0124-5376
- Uribe M., J., & Orrego, O. 2001. Modelos de distribución de abundancias en comunidades de briofitos. Caldasia 23(1): 261-267.

### Libros
- laura v. Campos salazar, jaime Uribe m., jaime Aguirre c.. 2008. "Santa María, Liquenes, Hepáticas y Musgos". 144 pp. En: Colombia ISBN 958-719-051-3
- edgar l. Linares, jaime Uribe m.. 2002. Libro rojo de briófitas de Colombia. Libros rojos de especies amenazadas de Colombia. Editor Univ. Nacional de Colombia, Instituto de Ciencias Naturales, 170 pp. ISBN 9587011864, ISBN 9789587011869
- jaime Uribe m., robert Gradstein. 1998. "Catalogue of Hepaticae and Anthocerotae of Colombia". En: Colombia, ed: J. Cramer. 100 pp. ISBN 3443620256

### Capítulos
- jaime Uribe m., jesús o. Rangel ch., cilia Fuentes. 1990. "Aspectos biotipológicos y morfológicos de la vegetación". Biota y Ecosistemas de Gorgona. En: Colombia FEN, pp. 152 - 169
- Uribe M., J., Rangel, J. O. 2000. Hepáticas. En: Rangel, J. O. (ed.). Colombia 	Diversidad Biótica III. La Región de Vida Paramuna. Universidad 	Nacional de Colombia, Instituto de Ciencias Naturales. Bogotá. 435-472.
- Londoño, V. A., A. Corrales, A. Duque, J. Uribe-M., J. C. Benavides, J. L. Toro. 2007. Patrones de diversidad y distribución de especies de briofitos en diferentes tipos de bosque en la localidad de Piedras Blancas, Antioquia. En: Duque, A., Lobo, T., Zárate, C., Toro, J. & Colorado, F. (Eds.). Introducción al aprovechamiento sostenible de musgos en el área de Piedras Blancas, Antioquia. Corporación Académica Ambiental, Universidad de Antioquia. Medellín, Colombia.

## Premios y reconocimientos
- 2002: becario del DAAD, Universidad de Gotinga (Alemania)
- 2001: Premio Nacional de Ciencias Naturales, Fundación Alejandro Ángel Escobar
- 1998: becario del DAAD, Universidad de Gotinga (Alemania)

## Membresías
- Asociación Colombiana de Botánica (ACB)
- Sociedad Latinoamericana de Briología[3](ALB)
- Asociación Colombiana de Ciencias Biológicas (ACCB)